# گریگوری دوفرنس
گریگوری دوفرنس (عربی: غريغوري دوفرينيس؛ زادهٔ ۱۵ مارس ۱۹۸۳) بازیکن فوتبال اهل فرانسه است.
از باشگاه‌هایی که در آن بازی کرده‌است می‌توان به باشگاه فوتبال والنسین، باشگاه فوتبال شباب الاهلی امارات، باشگاه فوتبال الاتحاد کلبا، باشگاه فرهنگی ورزشی دبی، باشگاه ورزشی آمیان، و باشگاه فوتبال الخلیج خور فکان اشاره کرد.